# Truyện tranh Vương quốc Liên hiệp Anh
Bản mẫu:Infobox comics nationality

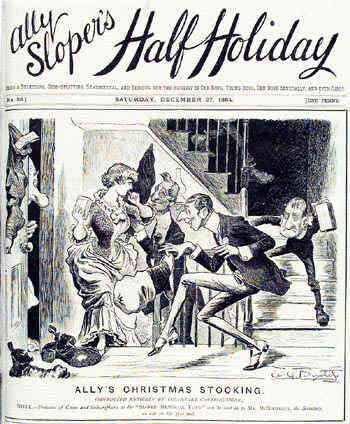
Bìa Ally Sloper's Half Holiday năm 1884

Truyện tranh Anh Quốc hay truyện tranh Anh (tiếng Anh: British comics) là thuật ngữ chỉ chung ngành truyện tranh Vương quốc Liên hiệp Anh và các lãnh thổ nội thuộc, ngoại trừ Scotland và Wales. Thuật ngữ này xuất hiện chừng đầu thế kỷ XX và phổ dụng đến nay.

## Tác phẩm lừng danh
- 2000 AD (1977–nay)
- Action (1976–1977)
- Action Man (1996–2006)
- Adventure (1921–1961)
- Air Ace Picture Library (1960–1970)
- Battle Picture Weekly (1975–1988)
- The Beano (1938–nay)
- BeanoMAX (2007–2013)
- Bear (2003–2005)
- The Beezer (1956–1993)
- Bella
- The Big One (1964–1965)
- Birthrite (1989–1990)
- The Boy's Own Paper (1879–1967)
- Boys' World (1963–1964)
- Buddy
- Bullet (1976–1978)
- Bunty (1958–2001)
- Buster (1960–2000)
- Buster Classics (1996)
- Buzz (1973–1975)
- BVC (1995)
- The Champion (1922–1955 and 1966)
- The Chatterbox
- Cheeky Weekly (1977–1980)
- Classics from the Comics (1996–2010)
- Cometman (1951–1956)
- Comic Cuts (1890–1953)
- Commando Comics (1961–nay)
- Cor!! (1970–1974)
- Countdown (1971–1972)
- Cracker (1975–1976)
- Crisis (1988–1991)
- The Dandy (1937–2012)
- Deadline magazine (1988–1995)
- The DFC (2008–2009)
- Diana (1963–1976)
- Dice Man (1986)
- Doctor Who Magazine (1979–nay)
- The Eagle (1950–1969 and 1982–1994)
- Fantastic (1967–1968)
- Film Fun (1920–1962)
- Funny (1989-early 1990s)
- Fun Size Beano (1997–2010)
- Fun Size Dandy (1997–2010)
- The Gem (1907–1939)
- Girl (1951–1964 and 1981–1990)
- Giggle (1967–1968)
- Heven & Hell (1990)
- Hoot (1985–1986)
- Hornet (1963–1976)
- Hotspur (1933–1981)
- Illustrated Chips (1890–1953)
- Jackpot (1979–1982)
- Jack and Jill (1885–1887 và 1954–1985)
- Jackie (1964–1993)
- Jeff Hawke (1955–1974)
- Jet (1971)
- Jinty (1974–1981)
- Judge Dredd Megazine (1990–nay)
- Judy
- Knockout (1939–1963 and 1971–1973)
- Krazy (1976–1978)
- Linzy & Charcol (2006)
- Lion (1952–1974)
- Look and Learn (1962–1982)
- The Magic Comic (1939–1941)
- The Magnet (1908–1940)
- Mandy (1967–1991)
- Mickey Mouse Weekly (1936–1955)
- Mirabelle (1956–1977)
- Misty (1978–1980)
- Monster Fun (1975–1976)
- Night Warrior (2005–2007)
- Nikki (1985–1988)
- Nipper (1987)
- Nutty (1980–1985)
- Oink! (1986–1988)
- The Phoenix (2012–nay)
- Picture Politics (1894–1914)
- Picture Fun (1909–1920)
- Pippin (1966–1986)
- Playhour (1954–1987)
- Plug (1977–1979)
- Poot! (1985–1990 and 2009–2011)
- Pow! (1967–1968)
- Prehistoric Peeps (1890s)
- Princess (1960–1967; merged with Tina) and Princess Tina (1967–1973)
- Puck (1904–1940)
- Radio Fun (1938–1961)
- Rainbow (1914–1956)
- Revolver (1990–1991)
- Robin (1953–1969)
- Romeo (1957–1974)
- Roy of the Rovers (1976–1993)
- Sandie (1972–1973)
- School Fun (1983–1984)
- Scream! (1984)
- Sgt Mike Battle (2001–nay)
- Shiver and Shake (1973–1974)
- Smash! (1966–1971)
- Smut (1989–2007)
- Sonic the Comic (1993–2002)
- Sparky (1965–1977)
- Speed (1980 when merged into Tiger)
- Spellbound (1976–1978)
- Spookhouse (1990)
- Starlord (1978)
- Star Wars (Weekly) (1978–1986)
- Swift (1954–1963)
- Tammy (1971–1984)
- Terrific (1967–1968)
- Thunder (1970–1971)
- Tiger (1954–1985 when merged into The Eagle)
- Tiger Tim's Weekly (1920–1940)
- Tina (1967)
- The Topper (1953–1990)
- Tornado (1978–1979)
- Tottering by Gently
- Toxic! (1991)
- Toxic (2002–nay)
- The Transformers (1984–1992 and seasonal reprints until the late 1990s)
- Trixton (2005–2007)
- TV Action (1972–1973)
- TV Century 21 (1965–1971)
- TV Comic (1951–1984)
- Twinkle (1968–1999)
- Valentine (1957–1974)
- Valiant (1962–1976)
- Victor (1961–1992)
- Viz (1979–nay)
- Vulcan (19751976)
- War Picture Library (1958–1984)
- Warlord (1974–1986)
- Warrior (1982–1985)
- Wham! (1964–1968)
- Whizzer and Chips (1969–1990)
- Whoopee! (1974–1985)
- Wildcat (1988–1989)
- Wonder (1942–1953)
- Wow! (1982–1983)
- Zit (1991–2002)